# روني ريس
روني ريس (بالإنجليزية: Ronni Reis) مواليد 10 مايو 1966، هي لاعبة كرة مضرب أمريكية سابقة. أعلى تصنيف لها في الفردي كان المركز الـ 78 في سنة 1989. أعلى تصنيف لها في الزوجي كان المركز الـ 31 في سنة 1988.

## روابط خارجية
- روني ريس على موقع رابطة محترفات التنس (الإنجليزية)
- روني ريس على موقع الاتحاد الدولي لكرة المضرب (الإنجليزية)
- روني ريس على موقع خلاصة التنس.كوم (الإنجليزية)